# معبد باستت
معبد باستت هو كان معبد مصري قديم يقع في تل بسطة في محافظة الشرقية. كٌرس المعبد لعبادة باستت معبود الخصوبة والحب والحنان وحامية المرأة الحامل عند قدماء المصريين.
ذكر هيرودوت أثناء زيارته للمدينة في القرن الخامس قبل الميلاد، أنه بالرغم من وجود معابد أخرى أكبر وأعظم شأنًا من معبد "باستت"، إلا إنه لا يوجد واحد من هذه المعابد يسر الناظر برؤيته أكثر من هذا المعبد، حيث يحيط بالمعبد قناتان وتصطفان على جانبيه الأشجار، مما يسمح بإطلالة رائعة على المدينة.